# 果毅後堡
果毅後堡，清朝時稱果毅後保，是臺灣南部自清治時期至日治初期的一個行政區劃，其範圍即今臺南市的柳營區東部。
果毅後堡北邊為哆囉嘓西堡、哆囉嘓東下堡、東邊為哆囉嘓東頂堡，南邊為赤山堡，西邊為鐵線橋堡。
1920年改制後成為臺南州新營郡柳營庄的果毅後、新厝、大腳腿、小腳腿、山子腳五個大字。二次大戰結束後，果毅後大字分成果毅村（今果毅里）、神農村（今神農里），新厝大字亦為神農村的一部分，大腳腿大字改為大農村（今大農里），小腳腿大字分為重溪村（今重溪里）與篤農村（今篤農里），山子腳大字改為旭山村（今旭山）。

## 管轄街庄
果毅後堡共轄5個庄：
- 今柳營區境內：果毅後庄、新厝庄、大腳腿庄、小腳腿庄、山仔腳庄